# Saison 5 d'Entourage
Chronologie
Saison 4 Saison 6
Cet article présente le guide des épisodes de la cinquième saison de la série télévisée américaine Entourage.

## Épisodes

### Épisode 1:Adieu Medellin
- États-Unis : 7 septembre 2008
- France : 9 janvier 2011 sur Série Club

- Jordan Belfi (Adam Davies)
- Kim Coates (Carl Ertz)
- Bow Wow (Charlie)
- Julia Levy-Boeken (Jacqueline)
- Branden Williams (lui-même)
- Ryan Eggold (lui-même)
- Richard Roeper (lui-même)
- Michael Phillips (lui-même)
- Ben Silverman (lui-même)

### Épisode 2:Loin des yeux, loin du cœur
- États-Unis : 14 septembre 2008
- France : 16 janvier 2011 sur Série Club

- Leighton Meester (Justine Chapin)
- Julia Levy-Boeken (Jacqueline)
- Mark Wahlberg (lui-même)
- Giovanni Ribisi (Nick)
- Lukas Haas (L.B.)
- Carla Gugino (Amanda Daniels)
- Tony Bennett (lui-même)
- Summer Altice (une fille)

### Épisode 3:Hors jeu
- États-Unis : 21 septembre 2008
- France : 23 janvier 2011 sur Série Club

- Jordan Belfi (Adam Davies)
- Paul Herman (Marvin)
- Kate Albrecht (Christy)
- Cassidy Lehrman (Sarah Gold)
- Ashley Rickards (Candice Levine)
- Troy Gentile (Mitchell Levine)
- Fran Drescher (Mme Levine)
- Kevin Pollak (Bob Levine)
- T.I. (lui-même)
- Carla Gugino (Amanda Daniels)
- Debi Mazar (Shauna Roberts)
- Lucas Ellin (Jonah Gold)

### Épisode 4:Par tous les moyens
- États-Unis : 28 septembre 2008
- France : 30 janvier 2011 sur Série Club

- Branden Williams (lui-même)
- Giovanni Ribisi (Nick)
- Lukas Haas (L.B.)
- Tim Matheson (Steve Parls)
- Whoopi Goldberg (elle-même)
- Elisabeth Hasselbeck (elle-même)
- Sherri Shepherd (elle-même)
- Carla Gugino (Amanda Daniels)
- Debi Mazar (Shauna Roberts)

### Épisode 5:Le Grand Trip
- États-Unis : 5 octobre 2008
- France : 7 février 2011 sur Série Club

- Brandon Quinn (Tom)
- Cassidy Lehrman (Sarah Gold)
- Katie Morgan (elle-même)
- Shay Jordan (elle-même)
- Cassie Young (elle-même)
- Eric Roberts (lui-même)

### Épisode 6:Rédemption
- États-Unis : 12 octobre 2008
- France : 14 février 2011 sur Série Club

- Paul Ben-Victor (Alan Gray)
- Domenick Lombardozzi (Dom)
- Bow Wow (Charlie)
- Branden Williams (lui-même)
- Phil Mickelson (lui-même)
- Martin Landau (Bob Ryan)

### Épisode 7:Un choix difficile
- États-Unis : 19 octobre 2008
- France : 21 février 2011 sur Série Club

- Paul Ben-Victor (Alan Gray)
- Hayes MacArthur (Levinson)
- Kate Albrecht (Christy)
- Debi Mazar (Shauna Roberts)
- Maria Zyrianova (Raina)
- Daniella Van Graas (Natasha Ladianova)
- Beverly D'Angelo (Barbara Miller)
- Jeffrey Tambor (lui-même)
- Constance Zimmer (Dana Gordon)
- Alan Dale (John Ellis)
- Jason Isaacs (Fredrick « Freddy » Lyme)

### Épisode 8:Changement de cap
- États-Unis : 26 octobre 2008
- France : 28 février 2011 sur Série Club

- Jamie-Lynn Sigler (elle-même)
- Frank Darabont (lui-même)
- Alan Dale (John Ellis)
- Carla Gugino (Amanda Daniels)
- Constance Zimmer (Dana Gordon)

### Épisode 9:La Tarte
- États-Unis : 2 novembre 2008
- France : date inconnue

- Stellan Skarsgård (Verner Vollstedt)
- Jason Patric (lui-même)
- Gary Cole (Andrew Klein)
- Brian Van Holt (Malone)
- Beverly D'Angelo (Barbara Miller)

### Épisode 10:Problèmes sur le tournage
- États-Unis : 9 novembre 2008

- Seth Green (lui-même)
- Emmanuelle Chriqui (Sloan)
- Stellan Skarsgård (Verner Vollstedt)
- Gary Cole (Andrew Klein)
- Cassidy Lehrman (Sarah Gold)
- Brian Van Holt (Malone)
- Bow Wow (Charlie Williams)
- Beverly D'Angelo (Barbara Miller)
- Lucas Ellin (Jonah Gold)

### Épisode 11:Plus dure sera la chute
- États-Unis : 16 novembre 2008

- Jamie-Lynn Sigler (elle-même)
- Stellan Skarsgård (Verner Vollstedt)
- Alan Dale (John Ellis)
- Peter Berg (lui-même)
- Gary Cole (Andrew Klein)
- Constance Zimmer (Dana Gordon)
- Kayla Ewell (Amy)

### Épisode 12:Retour à Queens Boulevard
- États-Unis : 23 novembre 2008

- Jamie-Lynn Sigler (elle-même)
- Bow Wow (Charlie Williams)
- Mercedes Masöhn (Kara)
- Martin Scorsese (lui-même)
- Louis Lombardi (Ronnie)
- Camille Saviola (la mère de Turtle)
- Gus Van Sant (lui-même)
- Michael Phelps (lui-même)
- Mercedes Ruehl (Rita Chase)
- Marilyn Dobrin (Tante Darcy)